# Lunca Rateș
Lunca Rateș – wieś w Rumunii, w okręgu Jassy, w gminie Scânteia. W 2011 roku liczyła 418 mieszkańców.